# ベネッセコーポレーション
株式会社ベネッセコーポレーション（英: Benesse Corporation）は、通信教育・出版などの事業を行う日本の企業。岡山県岡山市北区に本社を、東京都多摩市に東京本部を置く。ベネッセと略称される。
本項では同社の完全親会社である持株会社の株式会社ベネッセコーポレーション（英: Benesse Holdings, Inc.）についても述べる。

## 概要
福武哲彦が1955年に創業した株式会社福武書店（ふくたけしょてん）がルーツ。2代目社長の福武總一郎が株式会社ベネッセコーポレーションに社名変更後も「福武文庫」など語学関係の書籍に福武のブランドを継続、現在も『福武国語辞典』など一般向けの辞典で使用している。
かつては文芸誌「海燕」や「福武文庫」を刊行していたが1990年代後半までに全面撤退、現在は「教育・語学・生活・福祉」の分野を中心に事業を進めている。出版事業においては、妊娠から出産・育児までの子育て情報誌「たまごクラブ」「ひよこクラブ」、情報・交流・学びなど多様な面で支援する生活マガジン「サンキュ!」、愛犬や愛猫との暮らしに役立つ「いぬのきもち」「ねこのきもち」、幼児～小学生の子どもがいる家庭向けの食生活応援マガジン「ボンメルシィ!」などを展開している。
通信教育事業では、乳幼児の発達段階に合わせた「こどもちゃれんじ」、小中高生用の進研ゼミ（小学講座・中学講座・高校講座・難関私立中高一貫講座・東大特講・京大特講）などを展開しており、特に教育・受験産業の分野を強みとした大手の出版社である。
激変する教育環境の中、「教育のベネッセ」として事業強化を推進しており教育事業の業績は好調である。2005年（平成17年）より産業再生機構の要請によりPC教室アビバの支援スポンサーとなり、採算性を改善し2009年（平成21年）3月期には黒字転換を果たした。しかしアビバ単独での業務拡大は困難でありベネッセの他事業との相乗効果が見られなかったことから2010年（平成22年）3月に全株式をスリープログループに譲渡した。
2007年（平成19年）に行われた文部科学省の全国学力・学習状況調査（全国学力テスト）では、小学生におけるデータ集計業務全般を担当した。
持株会社であるベネッセホールディングスは東証第1部に上場している。従来の筆頭株主は会長の福武總一郎であったが、福武および福武の妻・れい子が所有する全株式が、福武の個人会社である「イーエフユー インベストメント リミテッド」に移管され、日本マスタートラスト信託銀行に信託財産として拠出されているため、外面上の筆頭株主は2023年3月時点では日本マスタートラスト信託銀行となっていた。
ゆとり教育などの教育政策の転換に合わせた教材に力を入れている。顧客情報を元にダイレクトメールを送付するダイレクトマーケティングを強みとするが、それを批判する意見もある。→詳しくは進研ゼミ#ダイレクトメールを参照。
SNSやクラウドコンピューティングを教育に取り入れる一環でUstreamなどを利用した教育も行っている。

## 社名・企業理念の由来
社名の「ベネッセ」（Benesse）は、ラテン語の bene （よい、正しい）と esse （生きる、暮らす）を組み合わせた造語である。1991年（平成3年）4月、第2次CI計画のなかで企業理念として発表され、1995年（平成7年）4月には社名として制定された。
「一人ひとりが主体的に人生を切り開いていくことを「教育・語学・生活・福祉」の分野でお手伝いする会社になろう、という決意」を表したものと説明されている。

## 沿革
- 1955年（昭和30年）1月28日 - 福武哲彦が（旧）株式会社福武書店設立。生徒手帳の制作などから事業をスタート。
- 1973年（昭和48年） - 通信添削講座の名称を進研ゼミに変更統一。
- 1986年（昭和61年）4月 - 福武哲彦が死去し、長男の福武総一郎が社長就任。
- 1987年（昭和62年）4月 - 休眠会社のタバイサイエンス株式会社が（旧）株式会社福武書店を吸収合併し、株式会社福武書店（2代目）へ商号変更（いわゆる株式額面変更目的の合併）。
- 1990年（平成2年）8月 - 岡山市北区南方に新本社ビルが完成[注釈 2]。
- 1993年（平成5年） -ベルリッツ コーポレーションをグループ会社化。
- 1994年（平成6年） - 第二の業務拠点である福武書店東京ビルが東京都多摩市に竣工（現在はベネッセコーポレーション東京ビルに改称）[注釈 3]。
- 1995年（平成7年）
  - 4月1日 - 株式会社ベネッセコーポレーションへ商号変更。
  - 10月 - 大阪証券取引所市場第二部および広島証券取引所へ株式を上場。
- 1997年（平成9年）9月 - 大阪証券取引所市場第一部に指定替え。
- 2000年（平成12年）3月 - 東京証券取引所市場第一部へ株式を上場。
- 2001年（平成13年）3月 - ベルリッツを完全子会社化。
- 2003年（平成15年） - ソニー出身の森本昌義が代表取締役社長兼COOに就任（2006年同CEO、2007年退社）。
- 2006年（平成18年）10月 - 首都圏の予備校お茶の水ゼミナールを買収。
- 2007年（平成19年）
  - 2月21日 - 代表取締役社長兼CEO 森本昌義が辞任を表明し、福武總一郎が代表取締役会長兼社長兼CEOに就任。
  - 4月27日 - 取締役兼執行役員専務 福島保が、代表取締役社長兼COOに就任。
  - 12月3日 鉄緑会を傘下に入れることが発表された。
- 2009年（平成21年）10月1日 - 持株会社に移行。株式会社ベネッセホールディングスに商号変更し、同時に、会社分割（新設分割）を行い、完全子会社として新たに株式会社ベネッセコーポレーション（2代目）を設立。
- 2010年（平成22年）3月 - パソコン教室事業を行う子会社アビバをスリープログループに売却。また、介護施設事業を行うボンセジュールを買収し、グループインさせる。
- 2014年（平成26年）
  - 6月21日 - 原田泳幸が会長兼社長に就任。前社長 福島保は代表取締役副会長に、前会長 福武總一郎は最高顧問にそれぞれ就任[3]。
  - 7月9日 -  ベネッセ個人情報流出事件が発覚。
- 2015年（平成27年）7月31日 - 事件の影響で、営業損益が4億3000万円の赤字に。ピーク時には420万人だった会員が1年間で94万人減少と発表。
- 2016年（平成28年）
  - 5月6日 - 2016年3月期上期の107億円の赤字が、10-3月期(下期)は133億円に拡大。
  - 6月25日 - 原田泳幸 会長兼社長が退任。社長には野村證券出身の福原賢一副社長兼CAO（最高管理責任者）が昇格。ベネッセコーポレーション代表取締役社長には小林仁が就任[4]。
  - 10月1日 - 福原賢一社長が副会長に、社外取締役の安達保（外資系ファンド出身）が新社長に就任[5]。
- 2017年（平成29年）10月2日 - 保有していた株式会社TMJ全株式を、丸紅保有分株式を含めセコムへ譲渡。TMJはグループから離脱[6][7][8]。
- 2019年（令和元年）6月22日 - 福原賢一副会長、取締役を退任して特別顧問に就任[9]。
- 2020年（令和2年）
  - 3月31日 - 保有している株式会社サイマル・インターナショナル全株式を、TAKARA & COMPANYへ譲渡。サイマル・インターナショナルはグループから離脱[10][11]。
  - 4月13日 - 学習支援クラウドサービスClassiが不正アクセスがあったことを発表。教員や保護者を含む全利用者約122万人分のユーザーIDと、パスワードを暗号化した文字列、2031人の教員が作成した自己紹介文が流出した可能性がある[12]。
- 2022年（令和4年）2月14日 - 保有しているベルリッツ コーポレーション全株式を、カナダのILSCホールディングスが設立した特別目的会社に譲渡。ベルリッツコーポレーションはグループから離脱[13]。
- 2024年（令和6年）
  - 1月30日 - 同日から同年3月4日までの間、経営陣とスウェーデンの投資ファンドEQT AB Groupによる自社買収（MBO）を実施[14][15][16]し成立[17][18]。5月17日に上場を廃止[19][20]。

## 本社・支社・オフィス
2019年2月現在

※は、ベネッセ―ホールディングス所在

※+無印は、ベネッセコーポレーション
| 事業所名               | 所在地                                                   |
| ---------------------- | -------------------------------------------------------- |
| 本社※                  | 岡山市北区南方3-7-17                                     |
| 東京本部※              | 東京都多摩市落合1-34                                     |
| 東京本部新宿オフィス※  | 新宿区西新宿2-1-1 新宿三井ビルディング                   |
| 東京本部初台オフィス   | 渋谷区初台1-53-6 初台光山ビル                            |
| 東京本部神保町オフィス | 千代田区神田錦町3-26 一ツ橋SIビル                        |
| 北海道支社             | 札幌市中央区北5条西2-5 JRタワーオフィスプラザさっぽろ13F |
| 東北支社               | 仙台市青葉区一番町1-9-1 仙台トラストタワー               |
| 関東支社               | 群馬県高崎市栄町3-23 高崎タワー21                        |
| 名古屋支社             | 名古屋市中区栄4-2-29 名古屋広小路プレイス10F             |
| 北陸支社               | 金沢市昭和町16-1 ヴィサージュ9F                          |
| 大阪支社               | 大阪市北区中之島2-2-7 中之島セントラルタワー             |
| 九州支社               | 福岡市博多区御供所町1-1 西鉄祇園ビル11F                  |
| 台北支社               | 台湾 台北市中正区館前路49号10F                           |

## ベネッセHDの主なグループ企業

### 教育
- 株式会社ベネッセコーポレーション
  - ベネッセ教育総合研究所 - ベネッセコーポレーションの社内シンクタンクである「ベネッセ教育研究開発センター」「ベネッセ次世代育成研究所」「ベネッセ高等教育研究所」「ベネッセ食育研究所」を統合し、2013年6月28日に設立[23]。
- 株式会社ラーンズ - ベネッセコーポレーションの高校採用教材部門が独立し、教科教材専門出版社として2001年4月に設立され、2009年には、生徒手帳事業も加わった[24]。
- Classi株式会社 - ソフトバンクとの合弁会社で、学習支援クラウドサービスClassiを提供。
- 株式会社東京個別指導学院
- 株式会社進研アド
- 株式会社東京教育研（鉄緑会）
- 株式会社お茶の水ゼミナール
- 株式会社ベネッセ・ベースコム
- 株式会社プランディット
- 株式会社ベネッセ音楽出版
- 株式会社ベネッセビースタジオ
- 株式会社ベネッセi-キャリア
- 株式会社学力評価研究機構
- デジタルハリウッド

### シニア・介護
- 株式会社ベネッセスタイルケア
- 株式会社ベネッセMCM

なお、ベネッセグループ運営の老人ホーム、「ベネッセスタイルケア」の居住者の衣類の洗濯を取り扱う下請け会社として「ベネッセソシアス」があり、障碍者が勤務する就労継続支援A型事業所として分類されている。

### 語学
- 株式会社サイマル・ビジネスコミュニケーションズ
- 株式会社サイマル・テクニカルコミュニケーションズ

### 関連事業
- 株式会社ベネッセインフォシェル
- 株式会社ベネッセ・インシュアランス・サービス
- 株式会社直島文化村
- 株式会社ベネッセビジネスメイト

### 過去に存在した事業
- 株式会社ベネッセアンファミーユ - タイヘイとの合弁会社で、食材宅配事業。2014年3月末撤退[25]。
- ベルリッツ コーポレーション - 元はアメリカ合衆国資本の英会話学校ベルリッツ（Berlitz）。ベネッセHDが買収。2022年2月14日にカナダのILSCホールディングスが設立した特別目的会社に売却[13]。
- ベルリッツ・ジャパン株式会社 - ベルリッツ コーポレーションの日本法人として設立。2022年2月14日にカナダのILSCホールディングスが設立した特別目的会社に売却[13]。
- 岡山ランゲージセンター - ベルリッツ コーポレーションの日本法人が運営していた、研修施設。 2022年2月14日にカナダのILSCホールディングスが設立した特別目的会社に売却後、ベルリッツ岡山になった。

## ベネッセHDの主な商品

### 雑誌
育児系
- たまごクラブ
- ひよこクラブ

ペット系（定期購読のみ）
- いぬのきもち
- ねこのきもち

その他
- サンキュ!
- にほん日和（定期購読のみ）

### 教育関連
通信教育
- 進研ゼミ
  - 小学講座
  - 中学講座
  - 難関校受験EVERES[26]
  - 高校講座
  - 難関私立中高一貫講座
  - 東大特講√T
  - 京大特講√K
- こどもちゃれんじ - 当初は進研ゼミの「幼児講座」「おやこ講座」だった。
- BE-GO
- WorldWide Kids
- Challenge English（小学生版）
- Challenge English 中学高校4技能クラス

試験等
- 進研模試
- GTEC  - 2002年（平成14年）よりサービスを開始した、英語技能測定テスト。
- スタディーサポート - 高校生を対象に学力到達度測定や学習習慣をチェックするテスト。

学習参考書関係
- スタディボックス
- 得点力学習DS
- 高校生大学
- 語学辞書

### その他
- 学びデスク
- 育みランドセル
- ハピコレ
- ミライシード
- 自分の楽しみ - 趣味のコミュニケーションサイト
- GOGO!サンキュ！学園
- 子供向けISP TRAM
- 中・高等学校向け生徒手帳の製作 - 当社設立時からの事業。同じく岡山県にある日本文教出版と国内シェアを二分している。
- グリムスクール - 株式会社スプリックスとの共同開発した読書プログラム。
- ICTプロフィシエンシー検定試験（P検）の実施・運営
- BenePa（ベネパ） - 2015年2月17日にベネッセが発売したプリペイドカード。価格は500円と1000円の2種類があり、カードの裏面に記載されたコードを入力することで、学習プログラムを使用することができる。学習する際の個人情報の入力は一切不要。このプログラムの使用対象は、幼児から高校生までとしている[27]。

## 主なキャラクター
- しまじろう - 「こどもちゃれんじ」に登場。
- コラショ - 「進研ゼミ」小学講座 チャレンジ1・2・3年生に登場。
- くりけいかん - 「進研ゼミ」小学講座 チャレンジ3年生に登場。
- ニャッチ - 「進研ゼミ」小学講座 チャレンジ4・5・6年生に登場。
- ニャンペイ - 「チャレンジ英和・和英辞典」に登場するトラ猫。かつては「進研ゼミ」中学講座の英語のマスコットだった。
- たまひよ - キャラクターデザイン：アランジアロンゾ
- ハイキュー!! 高校講座 2017年春、夏と採用

1997年（平成9年）度ごろまでの「進研ゼミ」小学講座・中学講座では、以下のマスコットが登場していた。
- ポコ - 国語担当のタヌキ。
- カニまる - 算数（数学）担当のカニ。
- ライきち - 理科担当のライオン。
- ブッチ - 社会担当のイヌ（ブルテリア）。

かつて発売された電子学習教材「スタディボックス」では、ホッタロー（理科担当）、タンバリン（算数担当）などのマスコットが登場していた。

## 不祥事・事件
- ベネッセ個人情報流出事件 - 2014年7月9日に発覚した顧客情報漏洩事件。データベースの顧客情報が不正に持ち出され、名簿会社に売却された。3504万件の漏洩と公表[12][28]。
- 学習支援クラウドサービスClassi不正アクセス事件 - 2020年4月14日に発覚した顧客情報漏洩事件。同社学習支援クラウドサービスClassiに不正アクセスがあり、教員や保護者を含む全利用者約122万人分のユーザーIDと、パスワードを暗号化した文字列、2031人の教員が作成した自己紹介文が流出した[12]。

## テレビ番組
- 日経スペシャル カンブリア宮殿 「"情報"で、教育が変わる」（2007年2月19日、テレビ東京）- 社長 森本昌義出演[29]